# エミール・ユリウス・ガンベル
エミール・ユリウス・ガンベル（Emil Julius Gumbel, 1891年7月18日 - 1966年9月10日）は、ドイツ出身のユダヤ人数学者で政治ジャーナリストである。

## 経歴
ミュンヘンで生まれ、第一次世界大戦が始まる直前にミュンヘン大学を卒業した。その後、ハイデルベルク大学の数理統計学の教授となったが、ナチ党によってその座を逐われた。ガンベルはフランスに逃れたが、第二次世界大戦の勃発でドイツがフランスに侵攻したため1940年にアメリカ合衆国へとさらに移った。戦後に一旦ドイツに帰国したが、ハイデルベルク大学に復帰することは叶わず、再びアメリカに戻りコロンビア大学などで教えた。レオナルド・ティペットとロナルド・フィッシャーとともに、極値理論の数理分野を切り開いた。ガンベル分布は彼の名前にちなんでいる。
友人が暗殺された後、彼は過去の政治家の暗殺事件について調査し、その結果をまとめて1922年に Four Years of Political Murder として出版した。また1932年の Urgent Call for Unity には33人の署名者の1人として名を連ねている。
1966年にニューヨークで死去した。

## 著書
- 『極値統計学：極値の理論とその工学的応用』廣川書店、1963年。NDLJP:2422045。

## 伝記
- Brenner, Arthur David. Emil J. Gumbel: Weimar German Pacifist and Professor. ISBN 0-391-04101-0